# 리클라이너

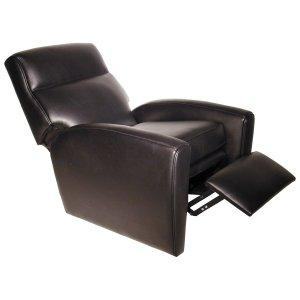

리클라이너(recliner)는 비스듬히 기울어 눕는 의자나 소파이다. 이때 착석자는 의자의 뒷부분의 높이를 낮추고 앞부분을 들어올릴 수 있다. 의자등받이가 있어서 뒤로 젖힐 수 있으며 발받힘이 있는 경우 레버를 이용한 확장이 가능하다.
리클라이너는 리클라이닝 체어(reclining chair), 라운저(lounger), 암체어(armchair)로도 부른다.

## 용어
'리클라인'(recline)이라는 단어는 1660년대에 처음 사용되었다. 1880년을 기점으로 리클라이너(recliner)라는 단어가 의자의 일종을 설명하기 위해 사용되었다.

## 같이 보기
- 인간공학
- 안마의자